# Schlacht von Tripolis (1911)
Tripolis – Mechiya Oasis – Al-Hani – Preveza – Kuwayfia – Tobruk – Ain Zara – Al-Qunfudha – Beirut – Al-Fwaihat – Derna – Rhodos – Zanzur – Misrata – Sidi Bilal
Die Schlacht von Tripolis fand im Oktober 1911 im Rahmen des Italienisch-Türkischen Krieges in Tripolis statt. Mit ihr begann der erste italienische Feldzug im heutigen Libyen, der mit der Zerschlagung des osmanischen Vilâyet Tripolitanie und der anschließenden italienischen Kolonialisierung endete.

## Hintergrund
Das Königreich Italien erklärte dem Osmanischen Reich am 29. September 1911 den Krieg, um die unter osmanischer Herrschaft stehende Region Tripolitanien zu erobern. Nach der Kriegserklärung wurde ein italienisches Marinegeschwader unter Führung von Admiral Luigi Faravelli an die libysche Küste vor Tripolis entsandt, um eine Blockade durchzusetzen. Die italienische Regierung wollte, dass die Flotte die Festungen von Tripolis unter Beschuss nimmt. Faravelli verzichtete jedoch zunächst darauf, da er befürchtete, dies würde zu Vergeltungsmaßnahmen der einheimischen arabischen Bevölkerung gegen die 2000 in der Stadt lebenden Europäer führen. Faravelli bot an, ausländische Bürger an Bord seiner Schiffe zu nehmen, aber die Konsuln der neutralen Staaten gaben an, dass sie sich von den osmanischen Behörden ausreichend geschützt fühlten. So gingen nur italienischen Staatsbürger an Bord, darunter viele Journalisten, die nach Libyen geeilt waren, um von den Ereignissen zu berichten.
Zwischen dem 29. und 30. September wurde versucht, einen Torpedo auf den türkischen Dampfer Derna abzuschießen, der nun im Hafen lag und in den vorangegangenen Tagen die italienische Blockade durchbrochen und eine Ladung Waffen nach Tripolis gebracht hatte. Die raue See verhinderte jedoch, dass der Torpedo geladen und abgeschossen werden konnte.

## Verlauf

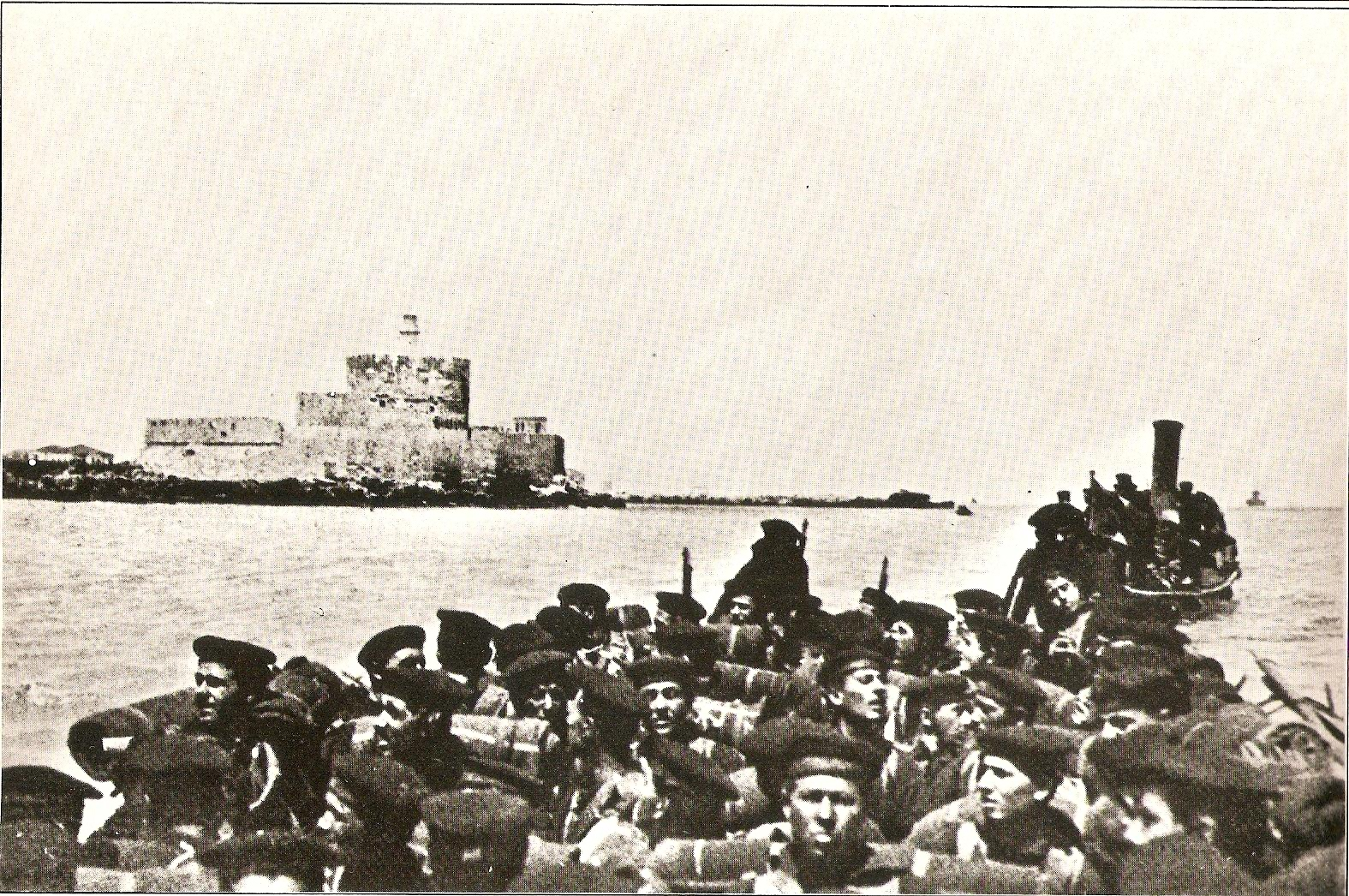
Italienische Landungstruppen

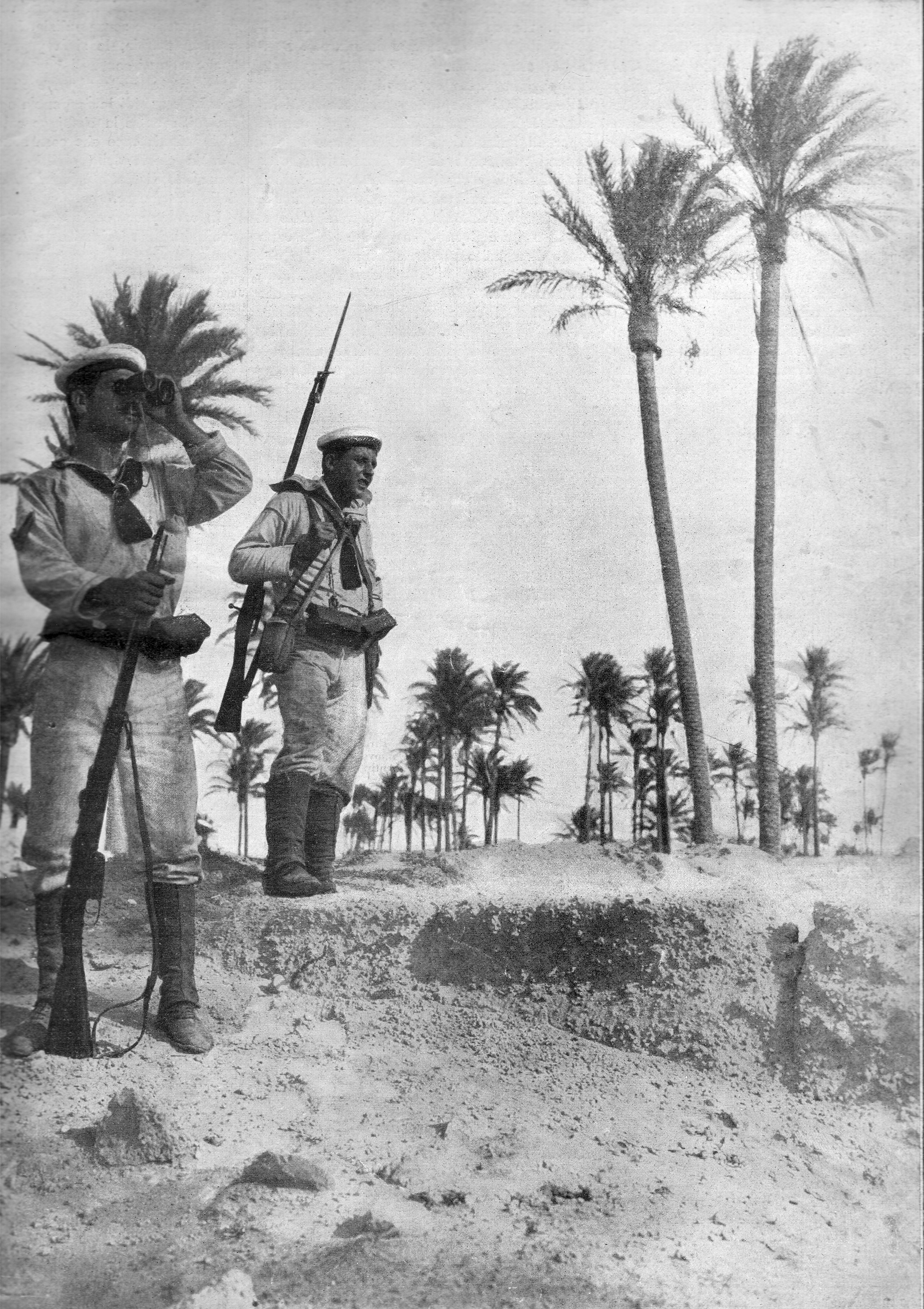
Italienische Soldaten bei Tripoli

Am 2. Oktober 1911 wurde das italienische Geschwader vor dem Hafen von Tripolis positioniert, in Erwartung der Ankunft eines Expeditionskorps aus Italien, das in Libyen landen sollte. Die Schiffe hatten außerdem die Aufgabe, den Nachschub und die Versorgung aus dem Osmanischen Reich zu verhindern. Faravelli wurde befohlen, die Kapitulation der osmanischen Garnison zu fordern und im Falle einer Weigerung die Feindseligkeiten zu eröffnen. Der Admiral beklagte sich darüber, dass die Landungstruppen noch nicht bereit seien und zahlenmäßig unterlegen, doch ein weiteres Telegramm befahl den sofortigen Beginn der Aktion. Faravelli lud daraufhin den türkischen Defterdar Ahmed Bessim Bey an Bord seines Flaggschiffs ein und verlangte die Übergabe der Stadt. Bessim Bey lehnte dies ab und versuchte, Zeit zu gewinnen, indem er behauptete, er könne Konstantinopel derzeit nicht kontaktieren und um Anweisungen bitten. Während dieser Begegnung befahl Oberst Neşat Bey den osmanischen Truppen in Tripolis, die Stadt zu verlassen und sich bei al-ʿAzīzīya, etwa zehn Kilometer von Tripolis entfernt, niederzulassen.
Tripolis wurde von zwei Festungen verteidigt: Hamidiye im Osten der Stadt und Sultaniye im Westen. Außerdem gab es drei kleinere Stellungen im Hafengebiet. Auf Befehl von Oberst Neşat Bey waren diese Befestigungen jedoch nur teilweise besetzt. Am 3. Oktober um 15:30 Uhr eröffnete das italienische Geschwader das Feuer auf die Festungen: Das italienische Schlachtschiff Benedetto Brin feuerte zuerst, bald darauf folgten das Schlachtschiff Emanuele Filiberto , der Kreuzer Giuseppe Garibaldi und der Kreuzer Carlo Alberto . Die Schiffe begannen ihre Bombardements aus einer Entfernung von 8500 bis 9500 Metern außerhalb der Reichweite der Geschütze der Festungen und näherten sich langsam. Die Festungen beantworteten das schwere Geschützfeuer zwar, doch die Schiffe waren außer Reichweite. Um 16:15 Uhr, als der Abstand auf 6.500 Meter reduziert worden war, eröffneten die 152-mm-Geschütze der Schiffe ebenfalls das Feuer. Um 17:15 Uhr stellten die Schiffe das Feuer ein: alle osmanischen Festungen waren schwer beschädigt worden, zivile Gebäude wurden außer dem Gouverneurspalast und den Leuchttürmen nicht wesentlich beschädigt. Das einzige osmanische Kriegsschiff in Tripolis, das Kanonenboot Seyyad, wurde von der Besatzung während des Bombardements versenkt. Der Dampfer  Derna  erlitt dasselbe Schicksal und wurde später als Hilfsschiff der italienischen Marine in Dienst gestellt.
Am folgenden Tag bombardierte das italienische Geschwader erneut die osmanischen Festungen. Nur Sultaniye erwiderte das Feuer und schoss vereinzelt. Eine italienische Patrouille wurde an Land geschickt und stellte fest, dass Hamidiye aufgegeben worden war. Der deutsche Konsul Adrian Tilger teilte den Mitgliedern der Patrouille mit, dass die osmanischen Truppen Tripolis verlassen hatten, und bat sie, die Stadt zu besetzen, um Plünderungen zu verhindern.

### Landung italienischer Truppen am 5. Oktober 1911
Am 5. Oktober beschloss das italienische Kommando, die Landungstruppe der italienischen Marine unter Umberto Cagni einzusetzen. Diese Streitkräfte bestanden aus zwei Regimentern von jeweils drei Bataillonen. Eines der Bataillone kam von der Sardegna, die beiden anderen  von der Re Umberto. Die Operation begann am 5. Oktober 1911 um 7.30 Uhr. Zuerst landeten die Soldaten von der Sicilia, gefolgt von den Einheiten der Sardegna  und einer Artillerie-Einheit. Es gab keine Reaktion. Die Männer besetzten die Stellung Sultaniye und bereiteten die Verteidigung vor. Danach landeten die Soldaten der Re Umberto an und brachten vier Artilleriegeschütze mit. Am Mittag hisste man die italienische Flagge.  Zur selben Zeit besetzte eine Sappeur-Einheit die Festung Hamidiye am anderen Ende des Hafens. Um 16.30 Uhr wurde das komplette zweite Regiment an der Küste abgesetzt und erreichte schon kurz danach den Marktplatz von Tripolis, wo man auf das erste Regiment stieß.
Kapitän Cagni organisierte sofort eine Verteidigungslinie, um den Küstenabschnitt der Landezone zu sichern. Da die Landungstruppe die einzigen verfügbaren Streitkräfte waren, um die Stadt zu halten, war die Situation für die Italiener sehr gefährlich, denn die osmanischen Truppen außerhalb der Stadt waren den Italienern zahlenmäßig weit überlegen. Der Konvoi der italienischen Armee war noch nicht von Neapel und Palermo in See gestochen und würde einige Tage für die Überfahrt benötigen. Cagni gelang es jedoch, die Osmanen zu täuschen, indem seine Truppen ständig innerhalb der Stadt von Ort zu Ort marschieren ließ. Mit dieser List gelang es, die osmanische Gegenangriffe um eine Woche zu verzögern. In der Zwischenzeit versuchte Admiral Raffaele Borea Ricci d’Olmo, der zum vorläufigen Gouverneur von Tripolitanien ernannt worden war, gute Beziehungen zu den arabischen Führern der Stadt zu knüpfen, die die Besatzung ohne großen Widerstand akzeptierten. Der von den osmanischen Behörden ernannte Bürgermeister von Tripolis, Hassan Karamanli, wurde in seinem Amt bestätigt und von den italienischen Behörden auch zum stellvertretenden Gouverneur von Tripolitanien ernannt.

### Truppenverstärkung aus Italien
In der Nacht vom 9. auf den 10. Oktober griffen die osmanischen Truppen unterstützt von libyschen Milizen die italienischen Stellungen im Gebiet um den Brunnen Bu Meliana südlich von Tripolis an, der die Hauptwasserquelle der Stadt war. Der Angriff wurde mit Hilfe der Kriegsschiffen abgewehrt. Doch der Angriff veranlasste das italienische Oberkommando, den Transport der Armeetruppen nach Tripolis zu beschleunigen, um die knappen Marinekräfte zu stärken, die die Stadt hielten. Der Panzerkreuzer Varese und die Truppentransporter America und Verona lösten sich aus dem nahenden Truppenkonvoi aus Italien und fuhren mit höherer Geschwindigkeit in Richtung Tripolis. Sie erreichten die Stadt am 11. Oktober und setzten das 84. Infanterie-Regiment ab, zwei Bataillone des 40. Infanterie-Regiments und ein Bataillon des 11. Bersaglieri-Regiments. So wurden rund 4.800 Soldaten angelandet. Am folgenden Tag erreichten auch die anderen Schiffe den Hafen von Tripolis. Insgesamt wuchs damit die Truppenstärke auf 35.000 Männer unter dem Kommando von General Carlo Caneva. Nach der Ankunft der Armee durften Kapitän Cagnis Landungstruppen zurück auf ihre Schiffe.
Der größte Teil der türkischen Garnison blieb jedoch intakt. Nachdem sie sich in die Wüste zurückgezogen hatten, gründeten sie Stützpunkte außerhalb der Reichweite der Kriegsschiffe und rekrutierten arabische Freiwillige. Ein paar Wochen später versuchten die osmanischen und arabischen Streitkräfte, Tripolis in der Schlacht von Sciara Sciat einzunehmen, scheiterten jedoch.